# República de California
La República de California (en inglés: California Republic) fue un estado surgido a raíz de la sublevación llevada a cabo por los colonos californianos de origen estadounidense, el día 14 de junio de 1846, en la ciudad de Sonoma, en contra de las autoridades del hasta entonces distrito mexicano de Alta California. 
Declarada durante la Intervención estadounidense en México, esta república duró veinticinco días ya que, en ese tiempo, los rebeldes (bear flaggers) abandonaron la idea de independencia. Poco después, lo que sería el estado de California se unió a los Estados Unidos.

## La rebelión de la bandera del oso
La guerra entre los Estados Unidos y México había sido declarada el 13 de mayo de 1846, pero esta noticia no se supo en California hasta mediados de julio de 1846. Sin embargo, ante rumores de una supuesta acción del gobierno mexicano contra los colonos de origen estadounidense en el territorio, un grupo de treinta y tres hombres armados se apoderó de la ciudad de Sonoma, enarbolando una bandera blanca con un oso ruso y una estrella (la "bandera del oso") para simbolizar el nacimiento de la República de California, independiente de México. El uso de esta bandera originó el nombre de la revuelta: "Rebelión de la bandera del oso", apodándose "bear flaggers" a sus promotores.
Ese mismo día 14 de junio, los sublevados capturaron al anterior comandante mexicano de California del Norte, el general Mariano Guadalupe Vallejo, quien era el líder de la compañía militar estacionada en el Presidio de Sonoma. Enviado al Fuerte Sutter (actual Sacramento), fue encarcelado el 1 de agosto de 1846.
El primer y único presidente de la flamante República fue el pionero estadounidense William B. Ide, cuya presidencia duró veinticinco días.
En abril de 1846, siendo inminente el inicio de la guerra, el gobierno federal envió al coronel Rafael Téllez al frente de un numeroso cuerpo militar, muy bien equipado, para que se embarcara con destino a la Alta California y ayudara a la defensa del territorio, muy codiciado por los Estados Unidos. Pero al llegar a Mazatlán, Téllez se rebeló contra el presidente Mariano Paredes de Arrillaga y se quedó en Sinaloa, donde, en complicidad con los comerciantes extranjeros, estableció un cacicazgo en la parte sur del estado y la sustrajo de la obediencia al gobierno local. Mientras esto ocurría, la escuadra estadounidense del Pacífico desembarcaba marines en Alta California (julio de 1846) los cuales, tras una lucha violenta, lograron vencer a los colonos mexicanos, abandonados a sus propias fuerzas, pues además de que Téllez se sublevó en Mazatlán, otro destacamento enviado desde Acapulco fue retenido en esa comarca por el cacique Juan Álvarez.
El gobernador mexicano, general José Castro, intentó detener la revuelta y envió un destacamento de 50 hombres contra los rebeldes, pero el 23 de junio de 1846, el comandante del ejército estadounidense John C. Frémont llegó con una fuerza militar de sesenta hombres armados, sumó a los "bear flaggers" y tomó el mando de las fuerzas combinadas. Los soldados mexicanos fueron derrotados en la Batalla de Olompali.
El 7 de julio, una fragata (Savannah) y dos balandras (Cyane y Levant) de la Armada estadounidense, bajo las órdenes de John D. Sloat, derrotaron a la Guardia Costera mexicana del puerto de Monterrey, California, en una escaramuza menor (la batalla de Monterrey). Esta acción indicó a Frémont que había comenzado la guerra entre México y los Estados Unidos. A la vista de este hecho, los "bear flaggers" abandonaron la idea de crear una república independiente y se sumaron a la lucha con la intención de incorporar a California a los Estados Unidos de América. En señal de este nuevo objetivo, reemplazaron la bandera del oso por la estadounidense. El presidente Ide pasó de ser el primer magistrado de la república a convertirse en un simple soldado del "Batallón de California", controlado por Frémont. El mismo día de la disolución de la efímera república las tropas norteamericanas ocupaban Yerba Buena.

## La bandera del oso

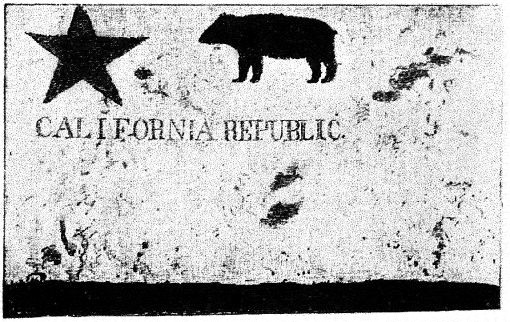
La bandera original del oso fotografiada en 1890.

El legado más notable de la República de California es la bandera del oso, creada en 1846, y que sirve de modelo a la actual bandera del Estado de California. En efecto, la enseña californiana tiene un fondo blanco con una estrella, un oso gris y una angosta franja roja en su parte inferior con la leyenda "California Republic" (República de California, en español). El izamiento de la bandera del oso original en la plaza de Sonoma es conmemorado como un hito histórico californiano.